# مارك إتش بيرز
مارك إتش بيرز (بالإنجليزية: Mark H. Beers)‏ هو طبيب أمريكي، ولد في 1954 في بروكلين في الولايات المتحدة، وتوفي في 28 فبراير 2009 في ميامي بيتش في الولايات المتحدة.